# Rainer Winkelvoss
Rainer Winkelvoss (* 1959 in Osterode am Harz) ist ein deutscher Schauspieler.

## Leben
Rainer Winkelvoss wirkte als Schauspieler vor der Kamera seit 1988 in bisher über 50 Film-und-Fernsehproduktionen mit. Während er zu Beginn seiner Karriere noch oftmals in einer Nebenrolle besetzt wurde, konnte er sich später auch in Hauptrollen beweisen. Von 1987 bis 2005 war er in unregelmäßigen Abständen auch als Bühnendarsteller an verschiedenen Theaterhäusern tätig und wirkte in mehreren Theaterstücken mit, wie beispielsweise in Der Widerspenstigen Zähmung oder in My Fair Lady.
Rainer Winkelvoss lebt in Berlin. Neben seiner Muttersprache Deutsch spricht er auch Englisch und Französisch.

## Filmografie (Auswahl)
- 1988: Linie 1
- 1991: Sprung aus den Wolken
- 1993: Eurocops (Fernsehserie, 2 Folgen)
- 1996: Game Over
- 1996–2008: Im Namen des Gesetzes (Fernsehserie, 20 Folgen)
- 1997: Not a Love Song
- 1998: Der Handymörder
- 1999: Nichts als die Wahrheit
- 1999: Tatort: Todesangst
- 1999: Alphateam – Die Lebensretter im OP (Fernsehserie, 1 Folge)
- 1999–2009: Unser Charly (Fernsehserie, 2 Folgen, verschiedene Rollen)
- 1999: Die Straßen von Berlin (Fernsehserie, 1 Folge)
- 1999: Für alle Fälle Stefanie (Fernsehserie, 1 Folge)
- 1999–2007: Hinter Gittern – Der Frauenknast (Fernsehserie, 3 Folgen, verschiedene Rollen)
- 2000: Balko (Fernsehserie, 1 Folge)
- 2000: HeliCops – Einsatz über Berlin (Fernsehserie, 1 Folge)
- 2000: Wolffs Revier (Fernsehserie, 1 Folge)
- 2000: Sperling: Sperling und das große Ehrenwort
- 2001: Die Wache (Fernsehserie, 1 Folge)
- 2001: Wilsberg: Wilsberg und der Mord ohne Leiche
- 2002: Pengo! Steinzeit! (Fernsehserie)
- 2002–2016: SOKO Leipzig (Fernsehserie, 4 Folgen, verschiedene Rollen)
- 2003: Alarm für Cobra 11 – Die Autobahnpolizei (Fernsehserie, 1 Folge)
- 2004: Die Kinder meiner Braut
- 2004: Löwenzahn (Fernsehserie, 1 Folge)
- 2004: Die Sitte (Fernsehserie, 1 Folge)
- 2005: Abschnitt 40 (Fernsehserie, 1 Folge)
- 2005: SOKO Kitzbühel (Fernsehserie, 1 Folge)
- 2006: Schloss Einstein (Fernsehserie, 2 Folgen)
- 2006: Das Geheimnis meines Vaters (Fernsehserie)
- 2006: Die Familienanwältin (Fernsehserie, 1 Folge)
- 2007: GSG 9 – Ihr Einsatz ist ihr Leben (Fernsehserie, 1 Folge)
- 2008: Dr. Molly & Karl (Fernsehserie, 1 Folge)
- 2008: KDD – Kriminaldauerdienst (Fernsehserie, 1 Folge)
- 2009: Rückenwind
- 2009: Blood Creek
- 2009: Polizeiruf 110: Schweineleben
- 2012: Ein Fall für zwei (Fernsehserie, 1 Folge)
- 2012: Akte Ex (Fernsehserie, 1 Folge)
- 2012: Polizeiruf 110: Bullenklatschen
- 2013: Millionen
- 2013: In aller Freundschaft (Fernsehserie, 1 Folge)
- 2015: Tatort: Spielverderber
- 2017–2020: SOKO Wismar (Fernsehserie, 3 Folgen, verschiedene Rollen)
- 2021: Legal Affairs (Fernsehserie)

## Hörspiele (Auswahl)
- 2014: Marilyn Janssen: ARD PiNball: Top Five – die nominierten Stücke 2014: Sommergras (1995–2014) – Regie: Marilyn Janssen (Original-Hörspiel, Kurzhörspiel – Marilyn Janssen, ausgestrahlt vom Südwestrundfunk)[7]